# فتنة القبائل العربية الأولى في خراسان
بعد وفاة الخليفة الأموي يزيد بن معاوية في 15 ربيع الأول 64هـ/11 نوفمبر 683، اختلفت القبائل العربية والناس في خراسان ونكثوا بيعة سلم بن زياد الوالي الأموي على خراسان، وخرج سلم عن خراسان وترك عليها المهلب بن أبي صفرة الأزدي، وعندما وصل مدينة سرخس لقيه سليمان بن مرثد البكري من بني قيس بن ثعلبة، فقال لَه: من خلفت على خراسان؟ قال: المهلب، فقالَ: ضاقت عليك قبائل نزار حتى تولي رجلا من قحطان! فولاه مرو الروذ والفارياب والطالقان والجوزجان، وولى أوس بن ثعلبة بن زفر البكري مدينة هراة، ومضى سلم حتى وصل مدينة نيسابور ولقيه عبد اللَّه بن خازم السلمي فقَال ابن خازم: من وليت على خراسان؟ فأخبره سلم بن زياد، فَقَال ابن خازم: أما وجدت في قبائل مضر رجلا توليه حتَى قسمت خراسان بين قبائل بكر بن وائل والأزد! وقَال له ابن خازم: اكتب لي عهداً على ولاية خراسان، وكتب له سلم عهده على خراسان، وذهب ابن خازم إِلى مرو، وبلغ الخبر المهلب بن أبي صفرة،، فخرج عن مرو واستخلف عليها رجلا من بني جشم من بني تميم. فمنع التميمي عبد الله بن خازم من دخول مرو، وحدثت بينهما مناوشة، فأصابت التميمي رمية بحجر فِي جبهته، وتحاجزوا وترك التميمي مرو، ودخلها ابن خازم.
بعد سيطرت عبد اللَّه بن خازم على مرو، سار إِلى سليمان بن مرثد البكري فلقيه في مرو الروذ، فقاتله أياما، فقتل سليمان بن مرثد، ثم سار ابن خازم إِلَى أخو سليمان بن مرثد، عمرو بن مرثد وهو في الطالقان في سبعمائة رجل، وبلغ عمرو توجه عبد اللَّه بن خازم إِليه، فالتقوا على نهر قبل أن يصل إِلى ابن خازم أَصحابه، فطلب ابن خازم من كان معه فنزلوا، ونزل معهم، وسال عن زهير بن ذؤيب العدوي التميمي، فقالوا: لم يجيء بعد، ثم وصل زهير بن ذؤيب، فقال له ابن خازم: تقدم، فالتقوا فاقتتلوا طويلا، فقتل عمرو بن مرثد، وانهزم أَصحابه، فذهبوا إلى مدينة هراة عند أوس بن ثعلبة البكري ومن معه من قبائل ربيعة، ورجع عبد الله بن خازم إِلى مرو، وقيل: أن الذي قتل عمرو بن مرثد هو زهير بن حيان العدوي. فقالَ الشاعر:
وبعدما قتل عبد اللَّه بن خازم سليمان وعمرو ابني مرثد البكري، ورجع إِلى مرو، هرب من كان في مرو الروذ من قبائل بكر بن وائل إِلى هراة، وانضم إِليهم من كان بمدن خراسان من بكر بن وائل، فأصبح لديهم جمع كثير، وكان عليهم أوس بن ثعلبة، وقال البكريون لأوس بن ثعلبة نبايعك على أن تسير إِلى عبد الله بن خازم، وتخرج قبائل مضر من خراسان كلها، فقَال لهم أوس: هذا بغي، وأهل البغي مخذولون، أقيموا مكانكم هذَا، فإن ترككم ابن خازم - وما أراه يفعل - فارضوا بهذه الناحية، وخلوه وما هو فِيه، فقال له بنو صهيب وهم من موالي بني جحدر: لا واللَّه لا نرضى أن نكون مع مضر في بلد، وقد قتلوا ابني مرثد، فإن أجبتنا إِلَى هذا وإلا أمرنا علينا غيرك، فقَال أوس بن ثعلبة: إنما أنا رجل منكم، فاصنعوا ما تريدون، فبايعوه، وسار لهم عبد الله بن خازم، واستخلف ابنه موسى على مرو، وأقبل حتى نزل على وادي بين عسكره وبين هراة، قال: فقَالَ البكريون لأوس بن ثعلبة: اخرج فخندق خندقا دون المدينة فقاتلهم فيه، وتكون المدينة من ورائنا، فقال لهم أوس: أبقوا في المدينة فإنها حصينة، وخلوا ابن خازم ومكانه الذي هو فيه، فإنه إن طال مقامه ضجر فأعطاكم ماترضون به، فإن اضطررتم إِلى القتال قاتلتم، فأبى البكريون وعصوا أوس بن ثعلبة وخرجوا مِن المدينة فخندقوا خندقا قربها، وتعاهدوا على إخراج قبائل مضر إذا ظفروا بحكم خراسان فقاتلهم ابن خازم لمدة سنة.
فقال هلال الضبي من بني تميم لابن خازم، إنما أنت تقاتل إخوتك من بني أبيك - يقصد أن قبائل مضر وربيعة كلهم أبناء نزار - والله إن نلت منهم، مافي العيش بعدهم من خير، وقد قتلت في مرو الروذ منهم من قتلت، فلو أعطيتهم شيئا يرضون به، فقَال ابن خازم لهلال الضبي، والله لو خرجت لهم عن خراسان مارضوا بهذا، ولو استطاعوا أن يخرجوكم من الدنيا لأخرجوكم، فقال هلال الضبي والله لاأرمي معك بسهم ولارجل يطيعني من قبائل خندف حتى ترسل أليهم رسولاً، فقال ابن خازم: فأنت رسولي لهم فأرضهم، فذهب هلال الضبي إِلى أوس بن ثعلبة فناشده اللَّه والقرابة، وقال: أذكرك اللَّه في نزار أن تسفك دمائهم، وتضرب بعضها ببعض! فقَال له أوس: هل ذهبت إلى بني صهيب؟ فقال هلال: لاوالله، فقال أوس: فأذهب لهم، فخرج هلال ولقي أرقم بن مطرف الحنفي، وضمضم بن يزِيد الحنفي وعاصم بن الصلت بن الحريث الحنفي، وجماعة من بكر بن وائل وكلمهم بمثل ماكلم به أوس، فقالوا له: هل ذهبت إلى بني صهيب؟ فقَال هلال: لقد عظم اللَه أمر بني صهيب عندكم، لا لم أذهب لهم، فقالوا: أذهب لهم، فذهب هلال الضبي إلى بني صهيب فكلمهم، فقالوا له: لولا أنك رسول لقتلناك، قال هلال لهم: أفما يرضيكم شيء؟ قالوا: واحدة من اثنتين، إما أن تخرجوا من خراسان ولا يدعو فيها لقبائل مضر داع، وإما أن تقيموا وتنزلوا لنا عن كل كراع وسلاح وذهب وفضة، فقال هلال الضبي لهم: أفما شيء غير هاتين؟ فقالوا: لا، فقَال هلال: حسبنا الله ونعم الوكيل، فرجع هلال إِلى ابن خازم، فقال ابن خازم له: ماعندك؟ فقَال هلال الضبي: وجدت إخوتنا قطعا للرحم.
ثم أغار الأتراك على قصر إسفاد وابن خازم بهراة، فحصروا أهلها، وفي القصر ناس من قبائل الأزد هم أكثر من فيه، فهزمهم الأتراك، فبعثوا إِلى من حولهم من قبائل الأزد فجاءوا لينصروهم فهزمهم الترك مره اخرى، فأرسلوا إِلى ابن خازم، فوجه لهم زهير بن حيان العدوي في بني تميم وقال لَه: إياك ومشاولة الترك، إذا رأيتموهم فاحملوا علَيهم، فأقبل فوافاهم في يوم بارد، فلما التقوا شدوا علَيهم فلم يثبتوا لهم، وانهزم الأتراك واتبعوهم حتى ذهب معظم الليل حتى وصلوا إِلى قصر في الصحراء، فأقامت الجماعة ومضى زهير في فرسان يتبعهم، وكان عالما بالطريق، ثم رجع في الليل، وقد يبست يده على رمحه من شدة البرد، فدعا غلامه كعب، وجعل كعب يسخن له الشحم فيضعه علَى يده، ودهنوه وأوقدوا له النار حتى لان ودفى، ثم رجع إِلى هراة. وقال في ذلك الشاعر كعب بن معدان الأشقري الأزدي:
وقالَ الشاعر ثابت قطنة:
ثم أقام ابن خازم بهراة يقاتل أوس بن ثعلبة أكثر من سنة، فقال ابن خازم لأصحابه: قد طال مقامنا على هؤلاء، فنادوهم: يامعشر ربيعة، إنكم قد اعتصمتم بخندقكم، أفرضيتم من خراسان بهذا الخندق! فأغضبهم ذلك، فتنادى الناس للقتال، فقال لهم أوس بن ثعلبة البكري: الزموا خندقكم وقاتلوهم كما كنتم تقاتلونهم، ولاتخرجوا لهم بجماعتكم، لكنهم عصوه وخرجوا لهم، فالتقى الناس، فقال ابن خازم لأصحابه: اجعلوه يومكم فيكون المُلك لمن غلب، فإن قُتلت فأميركم شماس بن دثار العطاردي، فإن قتل فأميركم بكير بن وشاح التميمي. وقال ابن خازم: إذا لقيتم الخيل فاطعنوها فِي مناخرها، فإنه لن يطعن فرس في نخرته إلا أدبر أو رمى بصاحبه، وحمل زهير بن حيان العدوي ببني عدي على ربيعة، وأتبعته بنو تميم من كل وجه، فاقتتلوا ساعة، فانهزمت بكر بن وائل حتى انتهوا الى خندقهم وأخذوا يمينا وشمالا، وسقط ناس في الخندق وقتلوا قتلا ذريعا، وهرب زعيمهم أوس بن ثعلبة وهو جريح إِلى سجستان، وعندما وصلها مات بها، وحلف عبد الله بن خازم بأن لايؤتى بأسير إلا قتله حتى تغيب الشمس، فكان آخر من أتي به رجل من بني حنيفة يقال لَه محمية فقالوا لابن خازم: قد غابت الشمس، فقال: وفوا به القتلى، فقتل. وفي مقتل ابني مرثد وأمر أوس بن ثعلبة، قال الشاعر المغيرة بن حبناء التميمي:
وقيل قتل حينها من بكر بن وائل ثمانية آلاف رجل. وبعد ظفر عبد الله بن خازم بمدينة هراة، ولى عليها ابنه محمد، وضم له شماس بن دثار العطاردي، وجعل بكير بن وشاح على شرطته، وقَال لهما:
ربياه فإنه ابن أختكما، فكانت أمه من بني سعد يقال لها صفية، وقال لابنه لاتخالفهما، ورجع ابن خازم إِلى مرو.
بعدما صفت خراسان لعبد الله بن خازم، جفا بني تميم، وكان قد جعل ابنه محمد والياً على هراة، وجعل على شرطته بكير بن وشاح التميمي وضم إليه شماس بن دثار العطاردي، وكانت أم محمد تميمية، فلما جفا ابن خازم بني تميم ذهب بعض من بني تميم إلى ابنه محمد في هراة، فكتب ابن خازم إلى ابنه وإلى بكير وشماس يأمرهم بمنعهم عن هراة، فأما شماس فصار مع بني تميم، وأما بكير فإنه منعهم، فأقاموا ببلاد هراة، فأرسل بكير إلى شماس: إني أعطيتك ثلاثين ألفاً فأعط كل رجل من بني تميم ألفاً على أن ينصرفوا. فرفضوا وأقاموا يترصدون لمحمد، فخرج يتصيد فأخذوه وشدوه في الوثاق وشربوا الخمر ليلتهم وجعلوا يبولون عليه كلما أرادوا التبول، فقال لهم شماس: أما إذا بلغتم هذا منه فاقتلوه بصاحبيكما اللذين قتلهما بالسياط. وكان محمد قد ضرب رجلين من تميم بالسياط حتى ماتا. فقاموا إليه ليقتلوه، فنهاهم عنه جيهان بن مشجعة الضبي وألقى نفسه عليه، فلم يقبلوا منه وقتلوا محمد. فشكر ابن خازم لاحقاً لجيهان ولم يقتله فيمن قتل من بني تميم يوم فرتنا. وكان الذي تولى قتل محمد رجلان اسم أحدهما عجلة واسم الآخر كسيب. فقال ابن خازم: بئس ما اكتسب كسيب لقومه، ولقد عجل عجلة لقومه شراً. وأقبلت بنو تميم إلى مرو وأمروا عليهم الحريش بن هلال القريعي، وأجمع أكثرهم على قتال عبد الله بن خازم، فقاتل الحريش بن هلال عبد الله بن خازم سنتين، فلما طالت الحرب خرج الحريش فنادى ابن خازم وقال له: طالت الحرب بيننا فعلام تقتل قومي وقومك؟ ابرز إلي فأينا قتل صاحبه صارت الأرض له. فقال له ابن خازم: وأبيك لقد أنصفتني. فبرز له فتضاربا وتصاولا تصاول الفحلين لايقدر أحدهما على صاحبه، ثم غفل ابن خازم فضربه الحريش على رأسه فألقى فروة رأسه على وجهه وانقطع ركاب الحريش وانتزع السيف، ولزم ابن خازم عنق فرسه راجعاً إلى أصحابه، ثم غاداهم القتال، فمكثوا بذلك بعد الضربة أياماً ثم مل الفريقان فتفرقوا، وكان الأشعث بن ذؤيب أخو زهير بن ذؤيب العدوي قتل في تلك الحرب، فَقالَ له أخوه زهير وبه رمق: من قتلك؟ قال: لاأدري، طعنني رجل على حصان أصفر، وكان بعدها زهير لايرى فارساً على حصان أصفر إلا حمل عليه، فمنهم من يقتله، ومنهم من يهرب، فترك أهل العسكر أي حصان لونه أصفر، فكانت متروكه في العسكر لايركبها أحد. ثم تفرق بنو تميم لثلاث فرق: فرقة إلى نيسابور مع بحير بن ورقاء الصريمي، وفرقة إلى ناحية أخرى، وفرقة فيها الحريش بن هلال إلى مرو الروذ، فاتبعه ابن خازم إلى قرية تسمى الملحمة والحريش في اثني عشر رجلاً، وقد تفرق عنه أصحابه، وهم في القصر، فلما انتهى إليه ابن خازم خرج إليه في أصحابه، فحمل مولى لابن خازم على الحريش فضربه فلم يصنع شيئاً، فقال الحريش لرجل معه: إن سيفي لايصنع في سلاحه شيئاً فأعطني خشبة، فأعطاه، فحمل على المولى فضربه فسقط، ثم قال لابن خازم: ماتريد مني وقد خليتك والبلاد؟ قال: إنك تعود إليها. قال: لاأعود، فصالحه على أن يخرج من خراسان وأن لايعود إلى قتاله، فأعطاه ابن خازم أربعين ألفاً، وفتح له الحريش باب القصر، فدخله ابن خازم وضمن له وفاء دينه وتحدثا طويلاً. وطارت قطنةٌ عن الضربة التي في رأس ابن خازم، فأخذها الحريش ووضعها مكانها، فقال له ابن خازم: مسك اليوم ألين من مسك أمس. فقال الحريش: معذرة إلى الله وإليك، أما والله لولا أن ركابي انقطع لخالط السيف رأسك. وقال الحريش في ذلك:
ولما تفرقت بنو تميم في خراسان، ذهب إلى قصر فرتنا عدة من فرسانهم مابين السبعين إلى الثمانين؛ فولوا أمرهم عثمان بن بشر بن المحتفر المازني، ومعه شعبة بن ظهير النهشلي، والورد بن الفلق العنبري، وزهير بن ذؤيب العدوي، وجيهان بن مشجعة الضبي، والحجاج بن ناشب العدوي، ورقبة بن الحر في فرسان من بني تميم. فأتاهم عبد الله بن خازم، فحاصرهم وخندق خندقاً حصيناً. وكانوا يخرجون له فيقاتلونه، ثم يرجعون إلى القصر. وخرج ابن خازم على تعبية من خندقه في ستة آلاف، وخرج أهل القصر إليه، فقال لهم عثمان بن بشر بن المحتفر: انصرفوا اليوم عن ابن خازم، فلا أظن لكم به طاقة، فقال زهير بن ذؤيب العدوي: أن امرأته طالق إن رجع حتى ينقض صفوفهم وإلى جنبهم نهر يدخله الماء في الشتاء، ولم يكن يومئذ فيه ماء، فاستبطنه زهير، فسار فيه، فلم يشعر به أصحاب ابن خازم حتى حمل عليهم، فحطم أولهم على آخرهم، واستداروا وكر راجعاً، واتبعوه على جنبي النهر يصيحون به: لاينزل أليه أحد، حتى انتهى إلى الموضع الذي انحد رفيه، وخرج فحمل عليهم، فأفرجوا له حتى رجع إلى أصحابه. فقال ابن خازم لأصحابه: إذا طاعنتم زهير فاجعلوا في رماحكم كلاليب فأعلقوها في أداته إن قدرتم عليه، فخرج زهير لهم يوماً وفي رماحكم كلاليب قد هيئوها له، فطاعنوه، فأعلقوا في درعه أربعة رماح، فالتفت إليهم وحمل عليهم، فاضطربت أيديهم، فخلوا رماحهم، فجاء يجر أربعة رماح حتى دخل القصر. فأرسل ابن خازم غزوان بن جزء العدوي إلى زهير فقال: قل له: أرأيتك إن آمنتك وأعطيتك مائة ألف، وجعلت لك مدينة باسار طعمة تناصحني؛ فقال لغزوان: ويحك! كيف أناصح قوماً قتلوا أخي الأشعث بن ذؤيب! فذكرها غزوان عند موسى بن عبد الله بن خازم. ولما طال عليهم الحصار أرسلوا إلى ابن خازم أتركنا نخرج ونتفرق، فقال ابن خازم: لا إلا أن تنزلوا على حكمي؛ قالوا: فإنا ننزل على حكمك، فقال لهم زهير بن ذؤيب: ثكلتكم أمهاتكم! والله ليقتلنكم عن آخركم، فإن طبتم بالموت أنفساً فموتوا كراماً، اخرجوا بنا جميعاً فإما أن تموتوا جميعاً وإما أن ينجو بعضكم ويهلك بعضكم، وايم الله لئن شددتم عليهم شدةً صادقة ليفرجن لكم مثل طريق المربد، فإن شئتم كنت أمامكم، وإن شئتم كنت خلفكم، ولكنهم أبوا عليه، فقال: أما إني سأريكم، ثم خرج هو ورقبة بن الحر ومع رقبة غلام له وشعبة بن ظهير. وحملوا على القوم حملة منكرة فأفرجوا لهم، فمضوا ونجى رقبة وغلامه وشعبة بن ظهير. لكن زهير عاد إلى أصحابه المحاصرين في القصر وقال لهم: قد رأيتم مافعلنا، فأطيعوني، فقالوا له: إن فينا من يضعف عن هذا ويطمع في الحياة، فقال: أبعدكم الله! أتأخذون عن أصحابكم! والله لاأكون أجزعكم عند الموت. ففتحوا القصر ونزلوا لأبن خازم، فأرسل لهم وقيدهم، ثم ذهبوا إليه رجلا رجلاً، فأراد ابن خازم أن يمن عليهم ويطلقهم، فأبى ابنه موسى، وقال: والله لئن عفوت عنهم لأتكئن على سيفي حتى يخرج من ظهري؛ فقال له عبد الله: أما والله إني لأعلم أنه الغي فيما تأمرني به، ثم قتلهم جميعاً إلا ثلاثة؛ الأول هو الحجاج بن ناشب العدوي - وكان قد رمى ابن خازم وهو محاصرهم وكسر ضرسه - فحلف لئن ظفر به ليقتلنه أو ليقطعن يده، وكان شاباً صغيراً، فكلمه فيه رجال من بني تميم كانوا معتزلين؛ من بنو عمرو بن حنظلة، فقال رجل منهم: ابن عمي وهو غلام حدث جاهل؛ هبه لي، فوهبه ابن خازم له، وقال له: النجاء! لاأرينك. والثاني هو جيهان بن مشجعة الضبي، الذي ألقى نفسه على ابنه محمد قبل أن يُقتل، فقال ابن خازم: خلوا هذا البغل الدارج. والثاني رجل من بني سعد من بني تميم، وهو الذي قال يوم لحقوا ابن خازم: انصرفوا عن فارس مضر. ثم جاءوا بزهير بن ذؤيب فأرادوا حمله وهو مقيد، فأبى وأقبل يحجل حتى جلس بين يدي ابن خازم، فقال له ابن خازم: كيف شكرك إن أطلقتك وجعلت لك باسار طعمة؟ قال: لو لم تصنع بي إلا جقن دمى لشكرتك، فقام ابنه موسى فقال: تقتل الضبع وتترك الذيخ! تقتل اللبؤة وتترك الليث! قال: ويحك! هل نقتل مثل زهير! من لقتال عدو المسلمين! ومن لنساء العرب! قال موسى: والله لو أشتركت أنت في دم أخي لقتلتك، فغضب ابن خازم، فأمر بقتله، فقال له زهير: إن لي حاجة، قال: وماهي؟ قال: تقتلني على حدة، ولاتخلط دمي بدماء هؤلاء اللئام، فقد نهيتهم عما صنعوا وأمرتهم أن يموتوا كراماً، وأن يخرجوا عليكم مصلتين السيوف، وأيم الله لو فعلوا لذعروا ولدك هذا، وشغلوه بنفسه عن طلب الثأر بأخيه فأبوا، ولو فعلوا ماقتل منهم رجل حتى يقتل رجالاً منكم، فأمر به فنحى ناحية فقتل. وكان الأحنف بن قيس إذا ذكرهم قال: قبح الله ابن خازم! قتل رجالاً من بني تميم بابنه، صبي وغد أحمق لايساوي علقاً. ولو قتل منهم رجلاً به لكان وفى.
ولما وصل الحريش بن هلال خبر قتلهم قال: